# Championnat du Kazakhstan de football 1998
Navigation
Saison précédente Saison suivante
La saison 1998 du championnat du Kazakhstan de football était la 7e édition de la première division kazakhe, la Top Division. Les quatorze meilleures équipes du pays sont regroupées au sein d'une poule unique, où tous les clubs s'affrontent en matchs aller et retour. À la fin du championnat, pour permettre le passage du championnat de 14 à 16 clubs, les trois moins bons clubs sont relégués et remplacés par les 5 meilleures formations de Perveja Liga, la deuxième division kazakhe.
C'est le club du FC Yelimay Semipalatinsk qui remporte le championnat cette saison après avoir terminé en tête du classement final, avec 4 points d'avance sur le FC Batyr Ekibastuz et 6 sur le tenant du titre, le FC Irtysh Pavlodar. C'est le 3e titre de champion du Kazakhstan de l'histoire du club. Le FC Irtysh remporte tout de même un trophée cette année après son succès en finale de la Coupe du Kazakhstan face au club du FC Kaysar-Hurricane.
Avant le début de la saison, le FC Kairat Almaty déclare forfait et est remplacé par le FC CSKA Almaty.

## Les 14 clubs participants
| - FC CSKA Almaty - Repêché de Perveja Liga - FK Taraz - FC Zhiger Shymkent - FC Astana - FC Naryn - Promu de Perveja Liga - FC Nasha Kompaniya - Promu de Perveja Liga - FC Kaysar-Hurricane | - FC Batyr Ekibastuz - FC Shakhter-Ispat-Karmet - FC Irtych Pavlodar - FC Vostok-Adil - FC Yelimay Semipalatinsk - FC Bulat Temirtau - FC Khimik |

## Compétition
Le barème de points servant à établir les classements se décompose ainsi :
- Victoire : 3 points
- Match nul : 1 point
- Défaite : 0 point

### Classement
| Rang | Équipe                     | Pts | J  | G  | N | P  | Bp | Bc | Diff |
| ---- | -------------------------- | --- | -- | -- | - | -- | -- | -- | ---- |
| 1    | FC Yelimay Semipalatinsk   | 63  | 26 | 20 | 3 | 3  | 60 | 20 | +40  |
| 2    | FC Batyr Ekibastuz         | 59  | 26 | 18 | 5 | 3  | 50 | 17 | +33  |
| 3    | FC Irtysh Pavlodar (T) (C) | 57  | 26 | 17 | 6 | 3  | 44 | 15 | +29  |
| 4    | FC Kaysar-Hurricane        | 53  | 26 | 16 | 5 | 5  | 42 | 17 | +25  |
| 5    | FC Vostok                  | 52  | 26 | 17 | 1 | 8  | 49 | 25 | +24  |
| 6    | FC Astana                  | 51  | 26 | 15 | 6 | 5  | 45 | 22 | +23  |
| 7    | FC CSKA Almaty             | 43  | 26 | 13 | 4 | 9  | 45 | 32 | +13  |
| 8    | FC Khimik                  | 29  | 26 | 7  | 8 | 11 | 22 | 33 | -11  |
| 9    | FC Shakhter-Ispat-Karmet   | 28  | 26 | 8  | 4 | 14 | 29 | 32 | -3   |
| 10   | FK Taraz                   | 27  | 26 | 7  | 6 | 13 | 33 | 35 | -2   |
| 11   | FC Zhiger Shymkent         | 22  | 26 | 6  | 4 | 16 | 31 | 49 | -18  |
| 12   | FC Nasha Kompaniya (P)     | 15  | 26 | 3  | 6 | 17 | 15 | 50 | -35  |
| 13   | FC Bulat Temirtau          | 12  | 26 | 3  | 3 | 20 | 10 | 60 | -50  |
| 14   | FC Naryn (P)               | 3   | 26 | 0  | 3 | 23 | 11 | 73 | -62  |

|  | Champion du Kazakhstan 1998                                                           |
|  | Qualification pour la Coupe d'Asie des clubs champions 1999-2000                      |
|  | Qualification pour la Coupe des Coupes 1999-2000                                      |
|  | Relégation directe en deuxième division                                               |
|  | (T) Tenant du titre (C) Vainqueur de la Coupe du Kazakhstan (P) Promu de Perveja Liga |

- Le FC Nasha Kompaniya est dissous en fin de saison.

## Bilan de la saison
| Championnat du Kazakhstan de football 1998              |                                                                                              |
| Champion                                                | FC Yelimay Semipalatinsk (3e titre)                                                          |
| Coupes et trophées                                      |                                                                                              |
| Vainqueur de la Coupe du Kazakhstan 1998                | FC Irtych Pavlodar                                                                           |
| Qualifications continentales                            |                                                                                              |
| Coupe d'Asie des clubs champions 1999-2000 Premier tour | FC Irtysh Pavlodar                                                                           |
| Coupe des Coupes 1999-2000 Premier tour                 | FC Kaysar-Hurricane                                                                          |
| Promotions et relégations                               |                                                                                              |
| Promus en Top Division                                  | FC Tobol Koustanaï FC Access-Esil FC Zhetysu Taldykorgan FC Sintez Chymkent FC Kairat Almaty |
| Relégués en Perveja Liga                                | FC Nasha Kompaniya                                                                           |
| Relégués en Perveja Liga                                | FC Bulat Temirtau                                                                            |
| Relégués en Perveja Liga                                | FC Naryn                                                                                     |